# Попова, Ольга Николаевна
Ольга Николаевна Попова (1848—1907) — русская писательница, издательница, переводчица и журналистка, также просветительница, участвовала в съездах учителей, сотрудничала в их сообществах.

## Биография
Родилась в 1848 году в Петербурге.

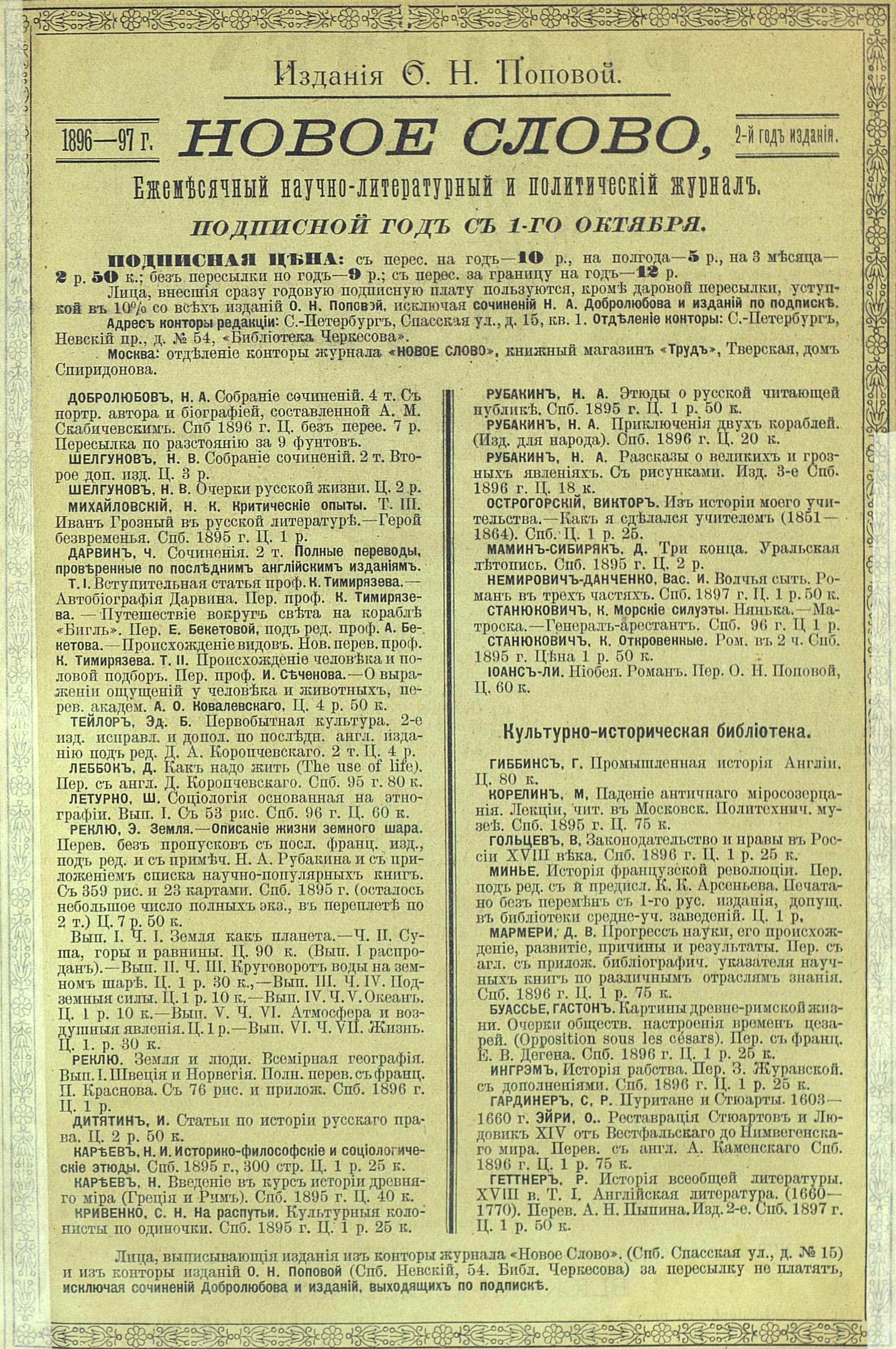
Реклама журнала
Новое слово, 1897 год.

Книжный ярлык библиотеки О. Н. Поповой

Издавала совместно с мужем А. Н. Поповым журналы «Русское богатство» (1894—1895) и «Новое слово» (1895—1897); научную, художественную литературу и труды революционеров-демократов. В частности, в конце 1890-х годов она издала в серии «Экономическая библиотека» в переводе В. И. Ленина книгу супругов Сиднея и Беатрисы Вебб «Теория и практика английского тред-юнионизма» (в двух томах).
В 1894 году открыла собственное издательство. Владела книжным магазином и библиотекой-читальней, в 1895 году приобрела библиотеку для чтения А. А. Черкесова, значительно пополнив её книжный фонд.
В Смоленской губернии построила сеть народных школ. В своем смоленском имении Соболево организовала театр, в котором спектакли ставили профессиональные режиссёры, а роли исполняли местные и приезжие актёры.
Умерла 19 августа 1907 года. После её смерти было создано «Товарищество издательского дела и книжной торговли О. Н. Поповой», в которое вошли издательство, книжный магазин и библиотека. В 1911 году библиотеку у Товарищества приобрел Н. М. Ломковский, а уже после Октябрьской революции, в 1919 году, она была национализирована и преобразована в Центральную коммунальную библиотеку Петрограда. В настоящее время — это Центральная городская публичная библиотека имени В. В. Маяковского.

## Адреса
- «Книжный магазин и контора изданий О. Н. Поповой» (1895—1907) в Санкт-Петербурге располагался по адресу: Невский проспект, 54 (угол с Малой Садовой ул.)